# 申报馆

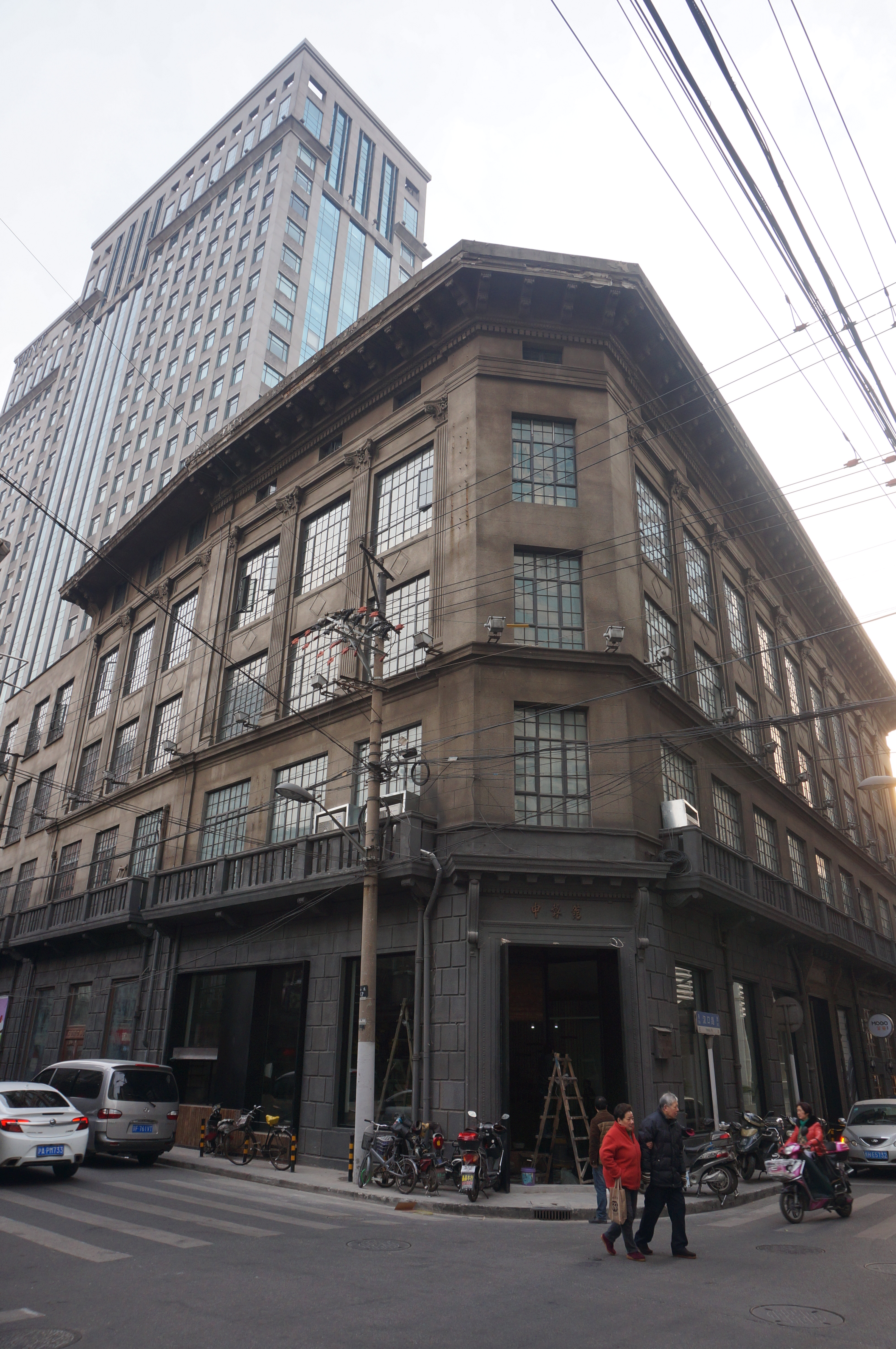
申报馆

申报馆是近代中国发行时间最久、影响最大的报纸《申报》的报社大楼，位于上海公共租界中区山东路（俗称望平街）与汉口路的西南转角（现在的门牌号码是汉口路309号）。1916年—1918年，拆除原有2层砖木结构老楼，重建为5层钢筋混凝土结构大厦，建筑面积3680平方米。檐口和二楼阳台的装饰为古典主义风格。1949年5月27日申报停刊后，该楼转给解放日报社使用。现在该楼被列为上海市优秀近代建筑保护单位。
2015年5月1日，現址重新以 "申報館" 為名開設高級餐廳，內部也重新裝修對外開放。

## 交通
- 上海轨道交通二号线